# José Luis Sánchez Vera
José Luis Sánchez Vera (Madrid, 1 de febrero de 1983) es un entrenador español. Desde el verano del 2024 es entrenador de la Real Sociedad Femenino. Fue campeón de la Liga Iberdrola en la temporada 2018-19.
Titulado en magisterio, profesión que desempeñó entre 2005 y 2016. Es además analista de fútbol, comentarista en medios de comunicación y empresario.

## Trayectoria

### Inicios
José Luis Sánchez Vera jugó en el Club Deportivo San Roque, con el que logró el ascenso a Primera Regional en 2002. Alternó su carrera como jugador con los estudios universitarios de Educación Física en el Centro Universitario Villanueva. También empezó a entrenar a las categorías inferiores del C.D. San Roque. 
Llegó a jugar en el filial del Rayo Vallecano y se retiró por una lesión al terminar su carrera universitaria y entrar a trabajar como profesor. En la temporada 2010-11 Sánchez Vera trabajaba en el fútbol base del Canillas y del Real Madrid.

### San Roque
En julio de 2011 es contratado como entrenador del primer equipo del C.D. San Roque. permanece tres temporadas en el club y logró el primer ascenso a Preferente Madrileña de la historia del club en la segunda temporada,  donde lo mantuvo con buen resultado en la temporada 2013-14.
En junio de 2014 decidió no seguir en el club y en octubre de ese año se hace cargo del equipo juvenil del Guadalajara, que era colista en la División de Honor. En un mes no logra revertir la situación y solo logra un empate. En noviembre del mismo año renunció por motivos personales. En diciembre vuelve a hacerse cargo del San Roque, que se encontraba colista en Preferente y había despedido a su entrenador, Juan Mascuñano. Sin embargo el equipo terminó la temporada último y descendió a Primera Regional.

### Atlético de Madrid
En agosto de 2015 Sánchez Vera se unió al Atlético de Madrid como técnico analista del juvenil A y segundo entrenador del Cadete. El Juvenil A conquistó su grupo de la División de Honor y la Youth League y el club le pidió que extendiese y profesionalizase el equipo de análisis de todas las categorías inferiores y la sección femenina, equipo con 10 profesionales que él mismo dirigió.
En 2018 fue nombrado entrenador del Atlético de Madrid Femenino, con el que ganó la Liga en su primera temporada y fue subcampeón de Copa.
En liga consiguió ganar los ocho primeros partidos, que fue el mejor inicio de la historia del club, y perdió el noveno en el campo del Barcelona. Tras ese tropiezo el equipo ganó todos sus encuentros de la primera vuelta de la liga, siendo campeón de invierno y finalizando la mejor primera vuelta de la historia. Siguió ganando todos los partidos hasta que volvió a enfrentarse al Barcelona, esta vez en el Metropolitano, con seis puntos de ventaja. En el partido que se convirtió en el de mayor asistencia entre clubes de fútbol femenino el Barcelona venció por 0 a 2, reduciendo la distancia a 3 puntos y con la diferencia de goles ganada. El equipo se repuso a la derrota y ganó el resto de sus partidos, y el 5 de mayo de 2019 conquistó su tercera liga, la primera de Sánchez Vera.
El equipo eliminó en la Liga de Campeones Femenina de la UEFA al Manchester City, sexto equipo de Europa por coeficiente UEFA en los dieciseisavos de final por 3 goles a 1 en el global. En octavos de final se enfrentó al Wolfsburgo, finalista y verdugo de la edición anterior, perdiendo por 10 a 0 en el global.
En Copa eliminó al Málaga en octavos de final. El 30 de enero clasificó al equipo para las semifinales de la Copa de la Reina ante el Athletic de Bilbao en el encuentro de fútbol femenino con más espectadores de la historia de España, y el 17 de febrero eliminó en semifinales al Barcelona, al ganar en casa por 2 a 0. El 11 de mayo de 2019 el Atlético fue derrotado por 2-1 por la Real Sociedad en un partido en el que la portera donostiarra Mariasun Quiñones fue nombrada mejor jugadora del encuentro. La Liga en su web destacó su "conocimiento sobre fútbol, el análisis minucioso de cada rival y la preparación de cada encuentro". Una de las diferencias que identificó respecto al entrenador anterior, Ángel Villacampa, fue la flexibilidad para adaptar el once a las cualidades del rival. El diario Marca lo premió como mejor entrenador de la temporada.
En la temporada 2019-20 el equipo inició titubeante la liga, con dificultades para ganar al Sporting de Huelva y perdiendo por 6-1 ante su máximo rival, el F.C. Barcelona. Tras lograr clasificar al equipo de manera ajustada a los octavos de final de la Liga de Campeones y ganar por 2-0 al E.D.F. Logroño solicitó dejar su puesto como entrenador por motivos personales y volvió a ocuparse plenamente en el club dirigiendo el equipo de análisis.
En la temporada 2020-21 formó parte del cuerpo técnico de Tiago Mendes, que entrenó al Vitória de Guimarães. En el mes de octubre, tras haber dirigido al equipo en tres partidos, Tiago decidió dejar el cargo por discrepancias con la directiva, y Sánchez Vera también abandonó el club En enero de 2021 aceptó volver al Atlético de Madrid Femenino sustituyendo a Dani González, que no estaba alcanzando los resultados esperados por el club. Permaneció hasta final de temporada. Ganó la Supercopa pero el equipo se dejó varios puntos en la Liga y quedó en cuarta posición, sin acceso a la Liga de Campeones. A final de temporada dejó el club.

### Levante UD
Durante el mes de julio de 2022 y, después de un año alejado de los banquillos, el Levante UD y Sánchez Vera llegaron a un acuerdo que unía sus caminos para las dos siguientes temporadas con el objetivo de devolver al club valenciano a la élite del fútbol femenino nacional. El reto cuenta con el aliciente extra de una gran reestructuración de la plantilla con la salida de jugadoras que eran claves para el anterior cuerpo técnico, como es el caso de la francesa Sandie Toletti, quien dejó el club granota para unirse al Real Madrid. 
Cabe destacar que, en su cuerpo técnico, figura como segunda entrenadora Érika Vázquez, histórica futbolista del Athletic Club de Bilbao y una de las pioneras del fútbol femenino profesional en España.
Después de dos temporadas exitosas, en las que consiguió clasificar al equipo para la fase previa de la Uefa Women's Champions League y fue subcampeón de la SuperCopa de España, Jose Luis dejó el banquillo grandota para poner rumbo a la Real Sociedad.

### Real Sociedad FC
En el verano de 2024, la Real Sociedad y Jose Luis llegaron a un acuerdo que unía sus caminos por, al menos, tres temporadas. Un reto ambicioso con un equipo de un gran nivel y que busca, con la experiencia del entrenador, volver a lo más alto de la Liga Española.

## Estadísticas

### Clubes
Actualizado al último partido jugado el 27 de junio de 2021
| Club               | Temporada     | Div.          | Liga | Liga | Liga | Liga | Copas | Copas | Copas | Copas | Internacional | Internacional | Internacional | Internacional | Total | Total | Total | Total | Efect. |
| Club               | Temporada     | Div.          | PJ   | G    | E    | P    | PJ    | G     | E     | P     | PJ            | G             | E             | P             | PJ    | G     | E     | P     | Efect. |
| ------------------ | ------------- | ------------- | ---- | ---- | ---- | ---- | ----- | ----- | ----- | ----- | ------------- | ------------- | ------------- | ------------- | ----- | ----- | ----- | ----- | ------ |
| C. D. San Roque    | 2011-12       | Reg.          | 34   | 15   | 6    | 13   | —     | —     | —     | —     | Inaccesibles  | Inaccesibles  | Inaccesibles  | Inaccesibles  | 34    | 15    | 6     | 13    | 50,00  |
| C. D. San Roque    | 2012-13       | Reg.          | 34   | 23   | 8    | 3    | —     | —     | —     | —     | Inaccesibles  | Inaccesibles  | Inaccesibles  | Inaccesibles  | 34    | 23    | 8     | 3     | 75,49  |
| C. D. San Roque    | 2013-14       | Pref.         | 34   | 15   | 9    | 10   | —     | —     | —     | —     | Inaccesibles  | Inaccesibles  | Inaccesibles  | Inaccesibles  | 34    | 15    | 9     | 10    | 52,94  |
| C. D. San Roque    | 2014-15       | Pref.         | 22   | 5    | 3    | 14   | —     | —     | —     | —     | Inaccesibles  | Inaccesibles  | Inaccesibles  | Inaccesibles  | 22    | 5     | 3     | 14    | 27,28  |
| C. D. San Roque    | Total club    | Total club    | 124  | 58   | 26   | 40   | —     | —     | —     | —     | 0             | 0             | 0             | 0             | 124   | 58    | 26    | 40    | 53,76  |
| Atlético de Madrid | 2018-19       | 1.ª           | 27   | 25   | —    | 2    | 4     | 3     | —     | 1     | 4             | 1             | 1             | 2             | 35    | 29    | 1     | 5     | 83,81  |
| Atlético de Madrid | 2019-20       | 1.ª           | 4    | 3    | 1    | —    | —     | —     | —     | —     | 2             | 1             | 1             | 0             | 6     | 4     | 2     | 0     | 77,78  |
| Atlético de Madrid | 2020-21       | 1.ª           | 20   | 10   | 5    | 5    | 3     | 1     | 1     | 1     | 2             | —             | 1             | 1             | 25    | 11    | 7     | 7     | 53,33  |
| Atlético de Madrid | Total club    | Total club    | 51   | 38   | 6    | 7    | 7     | 4     | 1     | 2     | 8             | 2             | 3             | 3             | 66    | 44    | 10    | 12    | 71,71  |
| Total carrera      | Total carrera | Total carrera | 175  | 96   | 32   | 47   | 7     | 4     | 1     | 2     | 8             | 2             | 3             | 3             | 190   | 102   | 56    | 52    | 63,51  |
| 1. 2. 3.           |               |               |      |      |      |      |       |       |       |       |               |               |               |               |       |       |       |       |        |

## Palmarés

### Campeonatos nacionales
Logró el ascenso a la Preferente Madrileña con Club Deportivo San Roque.
| Título             | Club               | Año  |
| ------------------ | ------------------ | ---- |
| Campeonato de Liga | Atlético de Madrid | 2019 |
| Supercopa          | Atlético de Madrid | 2021 |

### Distinciones individuales
| Distinción                              | Año  |
| --------------------------------------- | ---- |
| Mejor entrenador del Campeonato de Liga | 2019 |

## Empresario y profesor
Sánchez Vera fue profesor en el Colegio Suizo de Madrid entre 2005 y 2016.
Fue socio fundador de en 2012 de la empresa de eventos deportivos 1de11.
También es socio de HI Futbol, empresa que ofrece formación para equipos técnicos de fútbol, asesoría laboral y análisis de jugadores de fútbol. Tiene un convenio con la Universidad Camilo José Cela y SEK Sports Academy.